# Todd Marinovich
Todd Marvin Marinovich (* 4. Juli 1969 in San Leandro, Kalifornien) ist ein ehemaliger US-amerikanischer American-Football- und Canadian-Football-Spieler auf der Position des Quarterbacks. Er spielte für die Los Angeles Raiders in der National Football League (NFL), für die Winnipeg Blue Bombers und die BC Lions in der Canadian Football League (CFL) und für die Los Angeles Avengers der Arena Football League (AFL).
Seine Karriere wurde durch elterlichen Druck und schwere Drogenprobleme überschattet, wegen der er nur acht NFL-Spiele absolvierte.

## Biografie
Todd Marvin Marinovich wurde als einziges Kind von Trudi und Marv Marinovich geboren, einem ehemaligen Footballspieler der University of Southern California (USC). Von Geburt an wurde er von den Eltern gedrillt, der perfekte Footballspieler zu werden: Marv Marinovich führte Stretching-Übungen für Todds Oberschenkel ein, als er einen Monat alt war, und trainierte ihn so hart, dass Todd mit vier Jahren bereits vier Meilen in einer halben Stunde rennen konnte. Trudi Marinovich fütterte ihr Baby quasi vegan mit der Ausnahme von mehreren Gläsern Rohmilch pro Tag, verbot ihm als Kind, Cartoons zu gucken, spielte ihm ausschließlich Jazz- und Klassik-Platten vor und ließ ihn prismenförmige Brillen tragen, um sein peripheres Sehen zu fördern. Sein ganzes Leben wurde völlig dem Football untergeordnet, und bis zum 18. Lebensjahr hatte er sich ausschließlich organisch ernährt.
Bei den Trojans, dem Footballteam der University of Southern California, etablierte sich Marinovich als einer der talentiertesten Jung-Quarterbacks. Als Geschichten über seine bemerkenswerte Jugend an die Öffentlichkeit gelangten, wurde er als „Robo-Quarterback“ bezeichnet, nach dem Film RoboCop. Gleichzeitig aber begann Marinovich, der zu Hause nach eigenen Aussagen „nie einen Big Mac, einen Keks oder ein Glas Cola“ zu sich genommen hatte, Marihuana zu rauchen und wurde 1991 mit einer geringen Menge Kokain erwischt, weswegen er aus dem USC-Team geworfen wurde und sich für die NFL Draft 1991 verfügbar machte.
Die Los Angeles Raiders verpflichteten Marinovich mit dem 24. Pick, und er wurde Reservemann von Starting-Quarterback Jay Schroeder. Marinovich machte Schlagzeilen, als er zu seiner Rookie-Kennenlernparty „20 Stripperinnen und drei Pornostars“ verpflichtete und begann, Ecstasy zu nehmen. Nach einer durchzechten Nacht und einem Flotten Dreier mit zwei Stewardessen stand er so neben sich, dass ihn Coach Art Shell nicht einwechseln konnte, als sich Schroeder verletzte. Doch im nächsten Spiel vollendete Marinovich 23 seiner 40 Würfe und erzielte 243 Yards Raumgewinn, bevor er mit einem Blutalkoholwert von 3,2 ‰ erwischt und 45 Tage in ein Entziehungsheim geschickt wurde.
1992 kämpfte Marinovich vergeblich gegen seine Marihuanasucht, begann LSD zu nehmen und war so unkonzentriert, dass er bei Teamsitzungen kaum aufnahmefähig war. Er absolvierte sieben Spiele und warf fünf Touchdowns, aber auch neun Interceptions, und wurde nach zwei positiven Drogentests aus der NFL verbannt. Marinovich führte seine Karriere zunächst in der CFL bei den Winnipeg Blue Bombers fort, brach sie aber schnell ab. Er nahm Heroin und wurde wegen illegalen Hanfanbaus zu drei Monaten Gefängnis verurteilt. 1999 kehrte Marinovich in die CFL zurück, spielte bei den BC Lions, ohne aber von seiner Heroinsucht loszukommen. Sein letztes Profiengagement bei den Los Angeles Avengers der Arena Football League endete damit, dass er so schwere Entzugserscheinungen bekam, dass er sich kurz vor Anpfiff in die Hosen machte und von Magenkrämpfen geplagt wurde, aber trotzdem zehn Touchdowns warf. Nachdem er aber beim Kauf von Heroin erwischt worden war, wurde er gefeuert.
Marinovich wurde nach einer Entziehungskur im Gefängnis clean und malt seitdem Gemälde. Er lebt zusammen mit Ehefrau Alexandria und einem gemeinsamen Sohn. Der Sportsender ESPN nannte Marinovich einen der „schlimmsten NFL-Draftpicks aller Zeiten“. In einer späteren ESPN-Abstimmung wählte ihn ein Expertpanel der NFL zum „viertgrößten sportlichen Flop aller Zeiten“.
Die Erziehungsmethoden von Marv Marinovich wurden von Sportjournalist Jeff Merron (ESPN) hart kritisiert. Für Merron gilt es als „Beispiel, wie man einen Quarterback nicht erziehen soll“, Marv wurde von ihm beschuldigt, „Todds Leben gestohlen zu haben“, und er führt die schweren Drogen- und Charakterprobleme von Todd Marinovich auf seine „nie gelebte Kindheit“ zurück. Der kalifornische Sportreporter Todd Sager meinte, dass Marv Marinovich „ein sehr guter Footballtrainer sei... aber unfähig war, Todd als eigenständige Person zu betrachten“ und Marv „seine Unfähigkeit, außerhalb von Football zu existieren, auf seinen Sohn übertrug“.
2011 drehte ESPN die Dokumentation The Marinovich Project, in der Marinovich selbst, seine Familie und viele Weggefährten zu Wort kamen. Das Verhältnis zwischen Marinovich und seinem Vater wird von beiden Seiten als „Verhältnis zwischen Coach und Spieler“ bezeichnet, die „beide völlig footballbesessen“ waren. Sein Vater zerstritt sich hierüber mit Ehefrau Trudi, die sich in Todds Jugend von ihm scheiden ließ. Als Collegespieler konnte Marinovich den Druck nicht mehr aushalten, gleichzeitig wollte er endlich persönliche Freiheit spüren – und flüchtete in Drogen. Sein behandelnder Psychologe stellte fest, dass „Todd Marinovich nur ein Lebensziel hatte: NFL-Spieler zu werden. Als er dies erfüllte, fiel er in ein Loch.“ Nachdem Marinovich heroinsüchtig wurde, sei er „zu einem gewalttätigen Lügner“ geworden. Nachdem er erfolgreich seine Entziehungskur beendet hatte, sei er „endlich wieder im Leben angekommen“, aber er selbst wiederholt während der gesamten Dokumentation die Worte: „Soll Football mein Leben sein, nur weil ich gut darin bin?“